# Vester Nebel Sogn (Kolding Kommune)
 For alternative betydninger, se Vester Nebel Sogn. (Se også artikler, som begynder med Vester Nebel Sogn)
Vester Nebel Sogn er et sogn i Kolding Provsti (Haderslev Stift).
I 1800-tallet var Vester Nebel Sogn anneks til Øster Starup Sogn. Begge sogne hørte til Brusk Herred i Vejle Amt. De udgjorde Øster Starup-Vester Nebel sognekommune, men blev senere to selvstændige sognekommuner. Ved kommunalreformen i 1970 blev både Øster Starup og Vester Nebel indlemmet i Egtved Kommune. Ved strukturreformen i 2007 kom Øster Starup til Vejle Kommune, og Vester Nebel kom til Kolding Kommune.
I Vester Nebel Sogn ligger Vester Nebel Kirke.
I sognet findes følgende autoriserede stednavne:
- Balle (bebyggelse)
- Holm (bebyggelse)
- Nørremose (bebyggelse)
- Søndermose (bebyggelse)
- Vester Nebel (bebyggelse, ejerlav)
- Vester Nebel Sydlige Huse (bebyggelse)